# Cannabis au Maroc

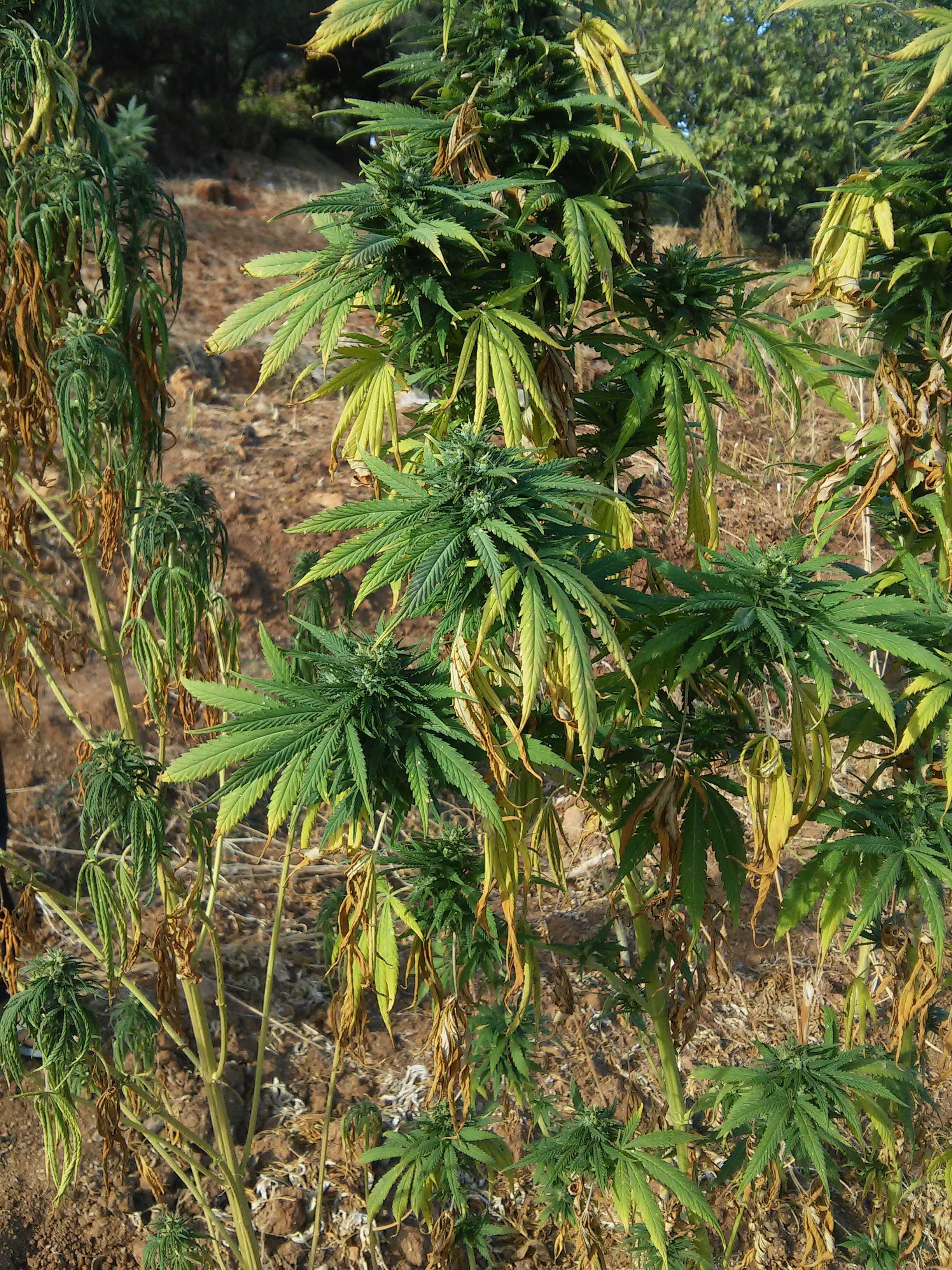
Cannabis à Fès.

Le cannabis au Maroc est illégal depuis l'indépendance en 1955 ce qui a été réaffirmé par une interdiction totale sur les drogues en 1974, mais il est partiellement toléré dans le pays, où il a été cultivé pendant des siècles, et le Maroc est encore parmi les plus grands producteurs au monde de haschich.

## Histoire
Les premières cultures de cannabis au Maroc sont attribuées à l’arrivée des immigrants arabes dans la région au VIIe siècle. Au XVIIIe siècle, des religieux comme les Heddawa menés par Sidi Heddi qui s'installera dans le Rif Oriental, fumeur emblématique de cannabis au Maroc, consomment du kif (nom local donné au cannabis) lors de leurs rituels mystico-extatiques. Au XIXe siècle, la consommation du cannabis se popularise dans certaines régions rurales du pays. Autour de 1890, Hassan ben Mohammed autorise la culture du kif pour les cinq hameaux des tribus Kutama et Bni Khaled. En 1906, la Régie marocaine des kifs et tabac, entreprise à capital français, reprend le monopole du tabac et du cannabis dans le pays. En novembre 1932, la culture du cannabis devient illégale dans tout le protectorat français (accord international sur les stupéfiants), mais un mélange de tabac et de haschich est toujours autorisé à la vente. Une nouvelle loi entre en vigueur en 1954 pour interdire complètement la culture de cannabis, mais dans les faits, cette culture poursuit son essor. Dans les années 1950, Ketama devient une destination semblable à Katmandou pour les jeunes Européens.
Dès la fin des années 1950, la région du Rif devient instable et la criminalité s'installe progressivement. Le ministre de l'Intérieur Driss Basri intervient chaque année à la télévision à la saison des semées pour décourager les paysans de cultiver du cannabis. De 1980 à 2000, la taille des cultures de cannabis triple. Plusieurs conflits armés ont lieu et il faut attendre l'arrivée de Mohammed VI pour que les relations se détendent. Une étude de 2003 de l'Office des Nations unies contre la drogue et le crime fait état de 134 000 hectares de champs de cannabis au Maroc, pour une production annuelle de 3 080 tonnes de haschich et un revenu de 214 millions de dollars pour les paysans et de 12 milliards de dollars pour les trafiquants. Les données de cette étude contredisent les déclarations officielles des diplomates marocains qui faisaient état de 50 000 hectares.

Ketama et Chefchaouen, principales villes de production de cannabis au Maroc, sont situées dans la province de Tanger-Tétouan-Al Hoceïma.

Les réseaux d'acheminement du haschich des sites de production aux points d'exportation se sont organisés et complexifiés. La route Maroc-Espagne est composée de multiples relais dont les douanes et autres autorités maritimes qui collaborent à l'entrée du cannabis en Europe.[réf. nécessaire] Un autre réseau de distribution achemine la marchandise jusqu'au Sénégal pour qu'elle entre en Europe via la Mer du Nord. La cocaïne en provenance de Colombie commence progressivement à se joindre aux trafics du cannabis du Maroc vers l'Europe.

## Culture du cannabis
Dans le nord du Maroc, dans la région de Ketama et Chefchaouen (province de Tanger-Tétouan-Al Hoceïma), la production de cannabis fait vivre entre 90 000 et 140 000 personnes, de la culture à la revente,.

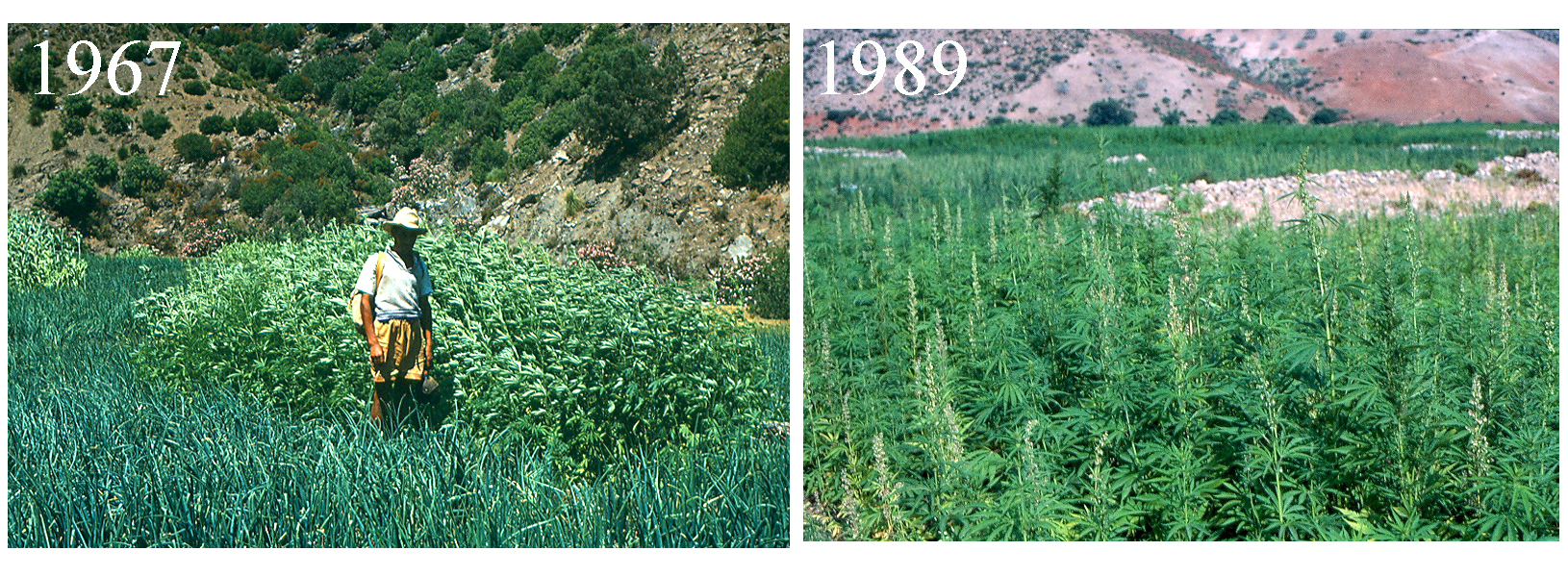
Extension de la culture du cannabis dans la zone côtière du Rif après l’indépendance du Maroc. En 1967 (à gauche), carré de kif dissimulé parmi des plantes vivrières, dans le massif du djebel Sidi Md El Filali ; à partir des années 1980 (à droite), la culture se pratique ouvertement malgré l’interdiction, et de façon extensive, ici près de l’embouchure de l’Oued Amter, entre Jebah et Oued Laou.

Autorisée à des fins pharmaceutiques sur de petites surfaces dans la haute chaîne du Rif (région de Ketama) sous l’administration espagnole, la culture du cannabis (kif) est en principe interdite sur tout le territoire dès l’indépendance du Maroc ; elle s’est pourtant considérablement élargie dans le Rif, dans les zones permettant une bonne irrigation : dans la région de Chefchaouene d’abord, au pied de la Dorsale Calcaire, puis dans la zone côtière du Rif elle-même.
Discrète et à usage familial jusqu’aux années 1970, elle se pratique maintenant ouvertement sur de grandes surfaces et alimente illégalement, grâce notamment au petit port de Jebah, une grande partie du marché européen.

## Cuisine
Le majoun est une pâte créée à base de poudre de cannabis .

## Controverses
En 1995, les autorités espagnoles saisissent 36 tonnes de haschich au jwan en provenance du Maroc sur le navire le Volga.
En 1996, la Chaabi Bank est évincée pour rapatrier au Maroc les profits des ventes de haschich en Europe.

## Réformes de la législation sur le cannabis médicinal
En décembre 2020, le Maroc votait en faveur des recommandations de l'Organisation mondiale de la santé rabaissant la classification internationale du cannabis médical, et annonçait peu de temps après le projet de réforme des politiques publiques nationales visant à autoriser la production de cannabis à des fins médicales, dans certaines zones du pays,.